# Полесский сельский совет (Городнянский район)
Полесский сельский совет (укр. Поліська сільська рада) — входит в состав
Городнянского района
Черниговской области
Украины.
Административный центр сельского совета находится в 
с. Полесье
.

## Населённые пункты совета
- с. Полесье